# Telos
Telos é o terceiro álbum de estúdio do DJ e produtor Zedd. O álbum foi lançado no dia 30 de agosto de 2024, pela gravadora Interscope Records. Este é o primeiro álbum de Zedd após nove anos, desde o lançamento de seu último álbum True Colors. O álbum foi nomeado ao Grammy Awards de 2025.

## Antecedentes
Em um vídeo de retrospectiva de 2023 postado no Instagram, Zedd anunciou que estava trabalhando em um novo álbum, descrevendo-o como "o álbum mais genuíno e sincero que já fiz". Em maio de 2024, durante o final da apresentação no festival de música eletrônica "EDC Las Vegas", Zedd revelou a data de lançamento do álbum através de um show de drones. O título do álbum e a arte da capa foram divulgados em um post no Instagram Zedd logo após show no EDC.
Em 21 de junho de 2024, o primeiro single do álbum, "Out of Time", com vocais de Bea Miller, foi lançado.
Duas semanas depois, Zedd anunciou uma parceria com a loja de chicletes "5 Gum" para produzir um show privado, único e exclusivo em uma das lojas na cidade de Nova York. O show incluiria músicas ainda não divulgadas do álbum Telos. Os fãs foram convidados a competir por ingressos gratuitos para o show participando de uma caça ao tesouro, com pistas postadas diariamente nas redes sociais de Zedd e da 5 Gum até o dia da data do show, programado para 22 de agosto.
O segundo single do álbum, "Lucky" (com Remi Wolf), foi lançado no dia 9 de agosto de 2024.
Ao longo da semana que antecedeu o lançamento do álbum, Zedd divulgou diariamente uma nova faixa no instagram, compartilhando o nome, a arte, a posição no álbum e um trecho da música para que seus fãs pudessem ouvir.
O terceiro single do álbum, "1685", em parceria com a banda britânica Muse foi lançado no dia 4 de outubro de 2024.
Todas as faixas do álbum serão lançadas como singles semanalmente a partir de outubro, com Zedd publicando tanto a versão instrumental(sem vocais) quanto a versão acapella(somente os vocais sem as batidas de fundo) das músicas.

## Lista de faixas
| Telos          |                                           | |                      |         |  |
| N.º            | Título                                    | Compositor(es)                                                                                          | Produtor(es)         | Duração |  |
| 1.             | "Out of Time" (com Bea Miller)            | Anton Zaslavski Beatrice Miller Gayathri Karunakar Ava Brignol                                          | Zedd                 | 3:42    |  |
| 2.             | "Tangerine Rays" (com Ellis e Bea Miller) | Anton Zaslavski Ellis Beatrice Miller Georgia Ku Gayathri Karunakar                                     | Zedd Ellis           | 4:12    |  |
| 3.             | "Shanti" (com Grey)                       | Anton Zaslavski Kely Trewartha Michael Trewartha Priyadarshini Shyamsunder                              | Zedd Grey (duo)      | 3:25    |  |
| 4.             | "No Gravity" (com Bava)                   | Anton Zaslavski Ava Lynn Marjorie Chloe Gasparini Jake Davis Micah Premnath Rick Markowitz Salem Davern | Zedd                 | 3:31    |  |
| 5.             | "Sona" (com the Olllam)                   | Anton Zaslavski John Mcsherry Michael Shimmin Tyler Duncan                                              | Zedd                 | 3:08    |  |
| 6.             | "Lucky" (com Remi Wolf)                   | Anton Zaslavski Remi Francis Wolf David Wilson Ellis Robert Lawrie Ilya Kozich                          | Zedd Ellis Dwilly    | 2:07    |  |
| 7.             | "Dream Brother" (com Jeff Buckley)        | Jeffrey Buckley Matt Johnson Grondahl                                                                   | Zedd                 | 4:58    |  |
| 8.             | "Descensus" (com Mesto e Dora Jar)        | Anton Zaslavski Ellis McKay Lawrie Emily Green Melle Kiet                                               | Zedd Mesto           | 3:04    |  |
| 9.             | "Automatic Yes" (com John Mayer)          | Anton Zaslavski John Mayer Ariowa Irosogie Benjamin Giørtz                                              | Zedd Benjamin Giørtz | 3:25    |  |
| 10.            | "1685" (com Muse)                         | Anton Zaslavski Matthew Bellamy                                                                         | Zedd                 | 6:11    |  |
| Duração total: | Duração total:                            | Duração total:                                                                                          | Duração total:       | 37:46   |  |

## Desempenho nas paradas
| País                                               | Melhor Posição |
| -------------------------------------------------- | -------------- |
| Estados Unidos (Billboard Dance/Electronic Albums) | 8              |
| Reino Unido (OCC)                                  | 14             |
| Japão (Oricon)                                     | 18             |
| Japão (Billboard Japan)                            | 49             |